# Символ драма
Символ или знак драма (֏) — краткое обозначение национальной валюты Армении. Представляет собой перечёркнутую двумя горизонтальными линиями заглавную букву Դ (d), которая встречается лишь в армянском алфавите и с которой начинается слово «драм» (арм. Դրամ ), означающее национальную денежную единицу и деньги в широком смысле.
Самый ранний документ, где был использован символ, датирован 7 сентября 1995 года. Официальное утверждение символа состоялось в 2001 году; в 2003 году знак помещён на реверс 10-тысячной банкноты; в 2007 году включён Национальным институтом стандартов Армении в стандарт АСТ 34.001-2006; в 2012 году — в стандарт Юникод (группа «Армянское письмо»; англ. Armenian): оригинальное название — Armenian dram sign (англ.); код — U+058F.
Согласно решению тендерной комиссии ЦБ Армении официальными авторами знака одновременно считаются Карен Комендарян и Рубен Арутчян, предложившие схожие эскизы символа.
Характерные символы, представляющие драм: ֏ • դր.. Кроме того, для этого используются коды стандарта ISO 4217: AMD и 051.

## Дизайн символа

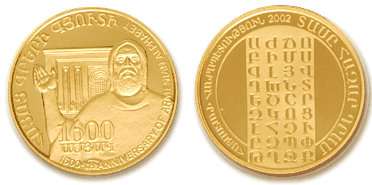
10 000 драм с изображением Месропа Маштоца и армянского алфавита

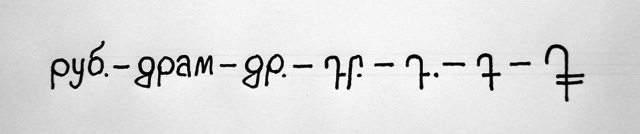
Примерная эволюция символики: от советского рубля к армянскому драму

Появление символа драма обусловлено необходимостью краткого обозначения армянской денежной единицы для использования там, где всегда востребован графический знак — в финансовых документах, прайс-листах, ценниках, на табло курсов валют, в компьютерных шрифтах, деловой переписке и т. д.
Утверждённый символ национальной валюты Армении основан на особенностях армянского алфавита, созданного Месропом Маштоцем и представляющего собой вариации сочетания дугообразных кривых с горизонтальными чёрточками. Он основан на перечёркнутой двумя горизонтальными линиями заглавной букве Դ, которая встречается лишь в армянском алфавите и с которой начинается слово «драм» (арм. Դրամ ), означающее национальную денежную единицу и деньги в широком смысле. Две горизонтальные черты, как и у многих других символов валют, символизируют стабильность, устойчивость, равновесие в соответствии с графикой знака «Весов».
Стоит также отметить неутверждённое предложение архитектора В. Пенесяна, основанное на первой букве в армянском слове Փող (произносится как [pokh]), которое также означает «деньги».

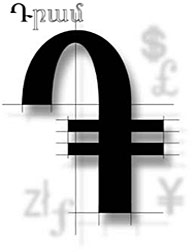
В окружении знаков других валют (1995 год)
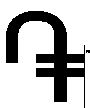
Arial (2001 год)
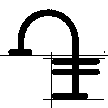
Courier (2001 год)
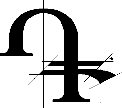
Times (2001 год)

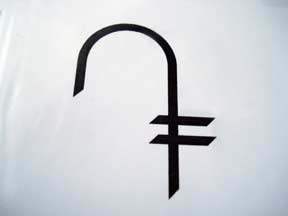
Предложение Рубена Арутчяна
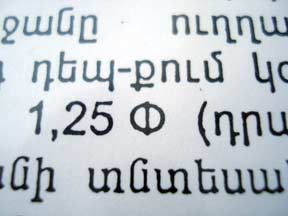
Предложение В. Пенесяна

## Дата создания символа

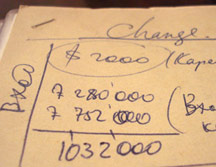
Первое использование символа драма: запись 07.09.1995 года, обмен денег по курсу 516 драмов за доллар

Самый ранний документ, где был использован символ драма, датирован 7 сентября 1995 года и представляет собою страницу рабочих записей Карена Комендаряна о движении денежных средств в его частном стартапе; последующие записи документально подтверждают процесс регулярного использования знака. При этом сам автор сформулировал требования к символу следующим образом:
- знак должен иденцифицировать армянскую денежную единицу посредством графики;
- знак должен иметь вид, схожий с начертанием армянских букв;
- знак должен содержать элементы, типичные для других денежных символов;
- знак должен легко воспроизводиться несколькими штрихами;
- знак должен быть достаточно простым для восприятия и запоминания.

В 2001 году в качестве подарка республике вместе с поздравлениями в связи с празднованием 1700-летней годовщины провозглашения христианства как государственной религии Армении Карен Комендарян преподнёс символ тогдашнему Президенту республики Роберту Кочаряну и Католикосу всех армян Гарегину II.
Центральный банк Республики Армения, куда было переадресовано предложение Комендаряна, провёл конкурс на лучшее графическое изображение символа национальной валюты и по его итогам утвердил символ вместе с другой аналогичной разработкой: «Одобрить эскизы символа драма, представленные Кареном Комендаряном и Рубеном Арутчяном». Затем символ был передан в соответствующие государственные организации для организации процесса внедрения.

## Внедрение и продвижение символа

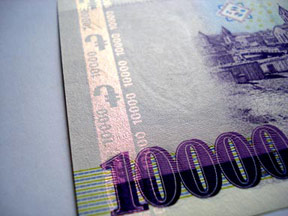
Реверс купюры в 10 000 драмов

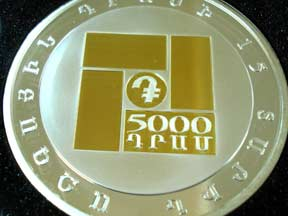
Юбилейная монета в 5000 драмов

### Использование на денежных знаках
В 2003 году символ драма был впервые размещён на денежном знаке — реверсе купюры достоинством 10 000 драмов, повторные выпуски которой состоялись в 2006 и 2008 годах.
В 2008 году символ драма помещён на реверсе юбилейной монеты достоинством 5000 драмов, выпущенной к 15-летию национальной денежной единицы.

### Включение в шрифты и стандарты
В 2007 году Национальный институт стандартов Армении внёс поправку в стандарт кодирования символов и букв армянского алфавита в раскладе клавиатуры АСТ 34.001-2006, заменив словосочетание armdram на графическое изображение символа. Знак драма представлен в стандарте кодом 91.
Начиная с 2008 года под эгидой Министерства культуры Армении и армянского представительства компании Microsoft проводятся конкурсы не-латинских шрифтов Granshan, в результате чего символ драма был зафиксирован в новых армянских шрифтах, обязательных к применению в государственных учреждениях (см. раздел «Дополнительные иллюстрации»).
В 2012 году символ драма окончательно утвержден в международных стандартах Unicode и ISO.

### Презентации символа
Первая презентация символа драма была проведена автором в 2007 году на Первом историческом Конгрессе армянских технологий ArmTech’07 в Силиконовой долине (Сан-Франциско). С 2008 года автор прочитал лекции об истории символа (в сочетании с историей знаков доллара и евро) в Центральном банке Республики Армения, в Американских уголках (библиотеках) Еревана и Гюмри, в Библиотеке им. Исаакяна в Ереване, в Армянском государственном университете экономики и его филиале в Ехегнадзоре, в офисе CRRC, в колледже Дилижана и учебном комплексе им. Анания Ширакаци. В 2008 году знак был широко представлен в ряде местных периодических изданий и журнале Государственного университета экономики.

## Дополнительные иллюстрации
- Angella Poghosova. Armenian typeface Goga (Granshan-2009)
- Ara Baghdasaryan. Armenian font Rusa (недоступная ссылка) (Granshan-2009)
- Edik Ghabuzyan. Armenian font Asparez (Granshan-2009)